# Ängel (släkt)

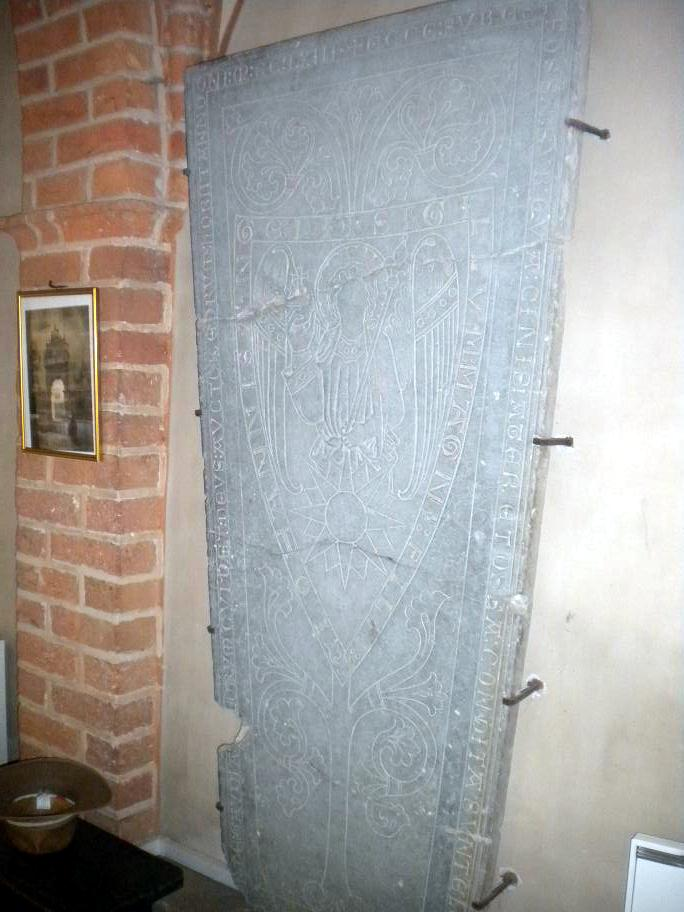
Helena Magnusdotters gravsten i Skoklosters kyrka.

Ängel, var en frälseätt, svensk uradel, känd sedan 1200-talets senare hälft, vars medlemmar bar tillnamnet Ängel, och förde en ängel  (ärkeängeln Mikael) i vapenskölden. Ätten Ängel var nära släkt med Bjälboätten. Ätten hade sitt ursprung i Hagunda härad och det största godsinnehavet, tre olika sätesgårdar, låg i Balingsta socken.

## Släkt
1. Släktens äldste kände medlem är riddaren herr Johan Ängel, vars barn den 11 juni år 1250 i drottning Katarinas testamente erhöll en gård i gården Lundby i nuvarande Vrigstad. [3]
  1. Sonen Folke Johansson (latin Fulco), var Uppsalas förste ärkedjäkne (ärkediakon) och den som av påven år 1263 utverkade tillstånd till ärkesätets förflyttande från Gamla Uppsala till Östra Aros, det nuvarande Uppsala. År 1267 valdes Folke Johansson till ärkebiskop och bedrev med kraft uppbyggandet av den nya domkyrkan, så att kung Erik den heliges skrin redan år 1273 kunde flyttas dit. Som ärkebiskop krönte Folke kung Magnus Ladulås år 1276 och var en av hans underhandlare på fredsmötet vid Göta älv. Folkes bröder:
  2. Lars Johansson, enligt Svenska sigiller från medeltiden sigillant 1257. (möjligen identisk med ärkebiskop Laurentius?)
  3. Bengt Johansson, som efterträdde honom som ärkedjäkne i Uppsala,
  4. riddaren Karl Johansson, i norska urkunder kallad Kvesa, som deltog 1253 i mötet vid Gulbergs ed.
  5. riddaren Magnus Johansson, kung Magnus råd, vilken deltog, i utfärdandet av Alsnö stadgar och Skänninge stadga (1280) samt grundlade Helgeandshuset i Uppsala. Han bodde på Frödavi i Balingsta socken och avled år 1294. Han var den siste manlige ättlingen av denna släkt, men namnet och vapnet upptogs av hans systerson och arvinge riddaren Johan Ängel den yngre.
    1. (Elin) Helena Magnusdotter, död 1263. Gravsten i Skoklosters kyrka.
    2. Katarina Magnusdotter
    3. Ingeborg Magnusdotter

  6. Katarina Johansdotter, gift med Erland Israelsson.
    1. Johan Ängel den yngre (Finstaätten), nämnd som riddare (dominus) 1286. Han upptog som arvinge till sin morfar Magnus Johansson (Ängel) ätten Ängels namn och vapen, eftersom morfadern var den siste av ätten Ängel. Gift, men han avled barnlös år 1314, efter att den 12 januari 1314 ha skrivit sitt testamente. Johan Ängel d.y. är begravd i S:t Eriks kapell i Uppsala domkyrka. (Han är även listad under  Finstaätten). [1] bror till Israel Erlandsson, svensk kanik, dominikanermunk och biskop, död omkring 1328, han var död 15 maj 1329 och förde i vapnet ett kors mellan två vingar och tillhörde Finstaätten (också kallad släkten Två vingar).